# Bajrak
Bajrak ,  du turc bayrak (drapeau,  bannière, étendard,  pavillon — a donné le bosniaque bajrak),  désigne une entité politique traditionnelle, aujourd'hui  pré-étatique,  dans les terres albanaises du nord.  Le bajrak était dirigé par un bajraktar.
Les bajraktarë tenaient d'importantes fonctions comme chefs militaires, administrateurs locaux  et juges de paix. Ils administraient le droit coutumier local, mis en forme au XVe siècle sous le nom de Kanun de Lekë Dukagjini.
Comme l'origine de son nom permet de s'en douter, le bajrak, forme désormais quasi-organique du système de clans/principautés des tribus albanaises au Nord du pays qui incluait à l'époque le Kosovo et les villes côtières de l'actuel Monténégro, était à l'origine une institution dont le nom était imposée, à partir du XVIe siècle, par l'empire ottoman :  il s'agissait de désigner, en échange de privilèges, des responsables locaux qui lui fourniraient des combattants en cas de besoin. Les Turcs ne pouvant néanmoins pas pénétrer dans les zones montagneuses de l'Albanie du Nord, la grande utilité de ces principautés fut celle de protéger les frontières de l'Albanie du Nord, durant des batailles sanglantes, contre les Serbes et les Monténégrins.
Le bajrak était organisé selon une base territoriale et non clanique.  Un clan moyen  pouvait tenir un bajrak,  mais plusieurs petits clans seraient réunis en un seul, et il pouvait y en avoir plusieurs sur le territoire d'un grand clan. Il y avait par exemple 22 bajrakë dans la région des montagnes de Shkodra.
Autre signe d'importation, le  caractère  héréditaire du titre de bajraktar,  alors que, parmi les clans d'Albanie du Nord (entièrement catholique durant 17 siècles),  seuls la région de Mirdita (dont les habitants s'appellent des "mirditorë") avait des dirigeants descendants d'une famille dont le pouvoir était organisé selon un système aristocratique et héréditaire. 